# Rebellion (Lies)
«Rebellion (Lies)» es una canción de la banda de indie rock canadiense Arcade Fire. Fue el cuarto sencillo del álbum debut de la banda, Funeral. El sencillo fue lanzado en los formatos de CD y DVD con la canción «Brazil», como el lado B. El sencillo alcanzó el número 19 en la lista UK Singles Chart, la mejor actuación de la banda en ese listado hasta la fecha. En el álbum Funeral, «Rebellion (Lies)» sigue inmediatamente la canción «Haiti», cuyo final tiene el mismo ritmo bajo que se encadena con el comienzo de «Rebellion (Lies)». Ha sido la canción de cierre de la banda en presentaciones en festivales de música y al final de la mayoría de sus espectáculos.

## Video musical
El video musical de la canción fue filmado en Southwest Harbor, Maine, el 29 de octubre de 2005.

## Reconocimientos
En mayo de 2007, la revista NME posicionó a la canción en el lugar 29 en su lista de los «50 himnos indie más grandes». En abril de 2009, la canción apareció en el número 500 de la revista Blender «500 Greatest Songs Since You Were Born». En agosto de 2009, la canción se ubicó en el puesto N°. 69 en los «Top 500 tracks de la década de 2000» de Pitchfork Media. En 2009, NME clasificó la canción como la novena mejor de la década de 2000 y en octubre de 2011 la llamaron segunda en su lista de las 150 mejores canciones de los últimos 15 años.

## Lista de canciones
CD Single:
1. «Rebellion» (Lies) – 5:05
2. «Brazil» – 3:54

## Miscelánea
"Rebellion (Lies)" se usa en los ámbitos de la cultura:
- La canción fue usada en un episodio de la temporada 5 de la serie de televisión Six Feet Under.[6]
- Esta canción fue originalmente destinado a ser utilizado durante la escena final de la prueba piloto de la serie de televisión The Black Donnellys, pero la banda se negó a conceder los derechos para su uso.